# 宇佐市
宇佐市（日语：／ Usa shi */?）是位于日本大分縣北部的一個城市。
在全日本擁有超過四萬個社的八幡宮的總本宮宇佐神宮位於轄區內，因此每年一月時有大量遊客為此來到此地參拜。

## 人口
| 宇佐市人口分布圖 |                                               |  |
| 宇佐市與日本全國年齡別人口分布比較圖 （2005年資料） | 宇佐市的年齡、男女別人口分布圖 （2005年資料） |  |
| ■紫色是宇佐市 ■綠色是全国 | ■藍色是男性 ■紅色是女性                       |  |
| 宇佐市人口變化 \| 1970年 \| 71,020人 \| \| \| 1975年 \| 67,777人 \| \| \| 1980年 \| 67,811人 \| \| \| 1985年 \| 67,960人 \| \| \| 1990年 \| 65,541人 \| \| \| 1995年 \| 63,819人 \| \| \| 2000年 \| 62,349人 \| \| \| 2005年 \| 60,809人 \| \| \| 2010年 \| 59,008人 \| \| \| 2015年 \| 56,258人 \| \| \| 2020年 \| 52,771人 \| \| |                                               |  |
| 資料來源：日本總務省統計中心提供之人口普查數據 |                                               |  |
| 1970年 | 71,020人                                      |  |
| 1975年 | 67,777人                                      |  |
| 1980年 | 67,811人                                      |  |
| 1985年 | 67,960人                                      |  |
| 1990年 | 65,541人                                      |  |
| 1995年 | 63,819人                                      |  |
| 2000年 | 62,349人                                      |  |
| 2005年 | 60,809人                                      |  |
| 2010年 | 59,008人                                      |  |
| 2015年 | 56,258人                                      |  |
| 2020年 | 52,771人                                      |  |

## 歷史
現在的轄區在江戶時代被分除許多部分，有的地區屬於幕府直轄領，有的地區則是中津藩的領地，也有屬於鍋島藩的飛地領地。
廢藩置縣後，曾經先後隸屬中津縣、小倉縣，最後才被併入大分縣。
在二次大戰期間，日本海軍曾在此設置宇佐海軍航空隊，並在戰爭末期成神風特別攻擊隊的訓練基地，也因此受到美軍的空襲。

### 年表
- 1889年4月1日：實施町村制，現在的轄區在當時分屬宇佐郡宇佐町、北馬城村、封戶村、長洲村、柳浦村、和間村、龍王村、驛館村、西馬城村、豐川村、四日市村、麻生村、橫山村、絲口村、天津村、八幡村、高家村、長峰村、院內村、兩川村、高並村、東院內村、南院內村、安心院村、明治村、佐田村、津房村。
- 1891年5月24日：長洲村改制為長洲町（日语：長洲町 (大分県)）。
- 1891年11月2日：四日市村改制為四日市町（日语：四日市町）。
- 1938年10月1日：安心院村改制為安心院町（日语：安心院町）。
- 1940年7月1日：柳浦村改制為柳浦町（日语：柳ヶ浦町）。
- 1951年4月1日：
  - 明治村和龍王的部分地區合併為深見村（日语：深見村）。
  - 龍王村的其餘地區被併入安心院町。
- 1954年3月31日：
  - 驛館村、西馬城村、豐川村合併為驛川村。
  - 四日市町、麻生村、橫山村、絲口村、天津村、八幡村、高家村、長峰村合併新設置的四日市町。
- 1955年1月1日：
  - 院內村、兩川村、高並村、東院內村、南院內村合併為新設置的院內村。
  - 安心院町、深見村、佐田村、津房村合併新設置的安心院町，同時驛川村的部分地區被併入安心院町。
- 1955年3月31日：
  - 宇佐町、北馬城村、封戶村的部分地區合併為新設置的宇佐町，封戶村的其他地區被併入豐後高田市。
  - 長洲町、柳浦町、和間村合併為新設置的長洲町。
  - 速見郡南端村的部分地區被併入安心院町。
- 1955年8月1日：驛川村改制為驛川町（日语：駅川町）。
- 1960年10月1日：院內村改制為院內町（日语：院内町 (大分県)）。
- 1967年4月1日：宇佐町、驛川町、四日市町、長洲町合併為宇佐市。
- 2005年3月31日：宇佐市與院內町、安心院町合併為新設置的宇佐市。

## 交通

### 鐵路
- 九州旅客鐵道
  - 日豐本線：天津車站 - 豐前善光寺車站 - 柳浦車站 - 豐前長洲車站 - 宇佐車站 - 西屋敷車站

過去曾有大分交通的大分交通豐州線和大分交通宇佐參宮線通過，但現皆已停駛。

### 道路
高速道路
- 東九州自動車道：宇佐交流道（日语：宇佐インターチェンジ） - 院內交流道（日语：院内インターチェンジ） - 安心院交流道（日语：安心院インターチェンジ） - 大分農業文化公園交流道（日语：大分農業文化公園インターチェンジ）

## 觀光資源
史跡
- 宇佐海軍航空隊遺跡
- 宇佐神宮

## 教育
高等學校
- 大分縣立宇佐高等學校（日语：大分県立宇佐高等学校）
- 大分縣立宇佐產業科學高等學校（日语：大分県立宇佐産業科学高等学校）
- 大分縣立安心院高等學校（日语：大分県立安心院高等学校）
- 柳浦高等學校（日语：柳ヶ浦高等学校）

## 本地出身之名人
- 桂平治：落語家
- 南一郎平：參與日本三大水利工程「安積、琵琶湖、那須」的工程
- 麻生豐：漫畫家
- 清瀨保二：作曲家
- 雙葉山定次：橫綱力士
- 垣添徹：力士
- 大井憲太郎：日本眾議院議員
- 西川周作：職業足球選手
- 江口啓二：職業拳擊選手
- 山下和彥：前職業棒球選手

## 轶事
在1960年代曾有都市传说声称，由於宇佐市市名的罗马字拼音「USA」与美国的英文缩写完全一致，宇佐市的工业制品出口到海外时，通常都會打上「MADE IN USA, JAPAN」的标签，这种写法正巧和美国制造产品（MADE IN USA）在拼写上前半部分完全相同。

## 外部連結
- （日語） 宇佐市觀光協會（页面存档备份，存于）
- （日語） 安心願觀光協會（页面存档备份，存于）
- （日語） 宇佐神宮（页面存档备份，存于）